# Ganaspis
Ganaspis is een geslacht van vliesvleugelige insecten van de familie Figitidae.

## Soorten
- G. assimilis Belizin, 1966
- G. dubia Masner, 1958
- G. hofferi Masner, 1958
- G. mundata Forster, 1869
- G. seticornis (Hellen, 1960)